# Hilda Sjölin
Hilda Sjölin, née à Malmö le 28 juillet 1835 et morte à Hörby le 7 juin 1915, est une photographe suédoise, pionnière de la photographie.

## Biographie
Le 24 mai 1860, Hilda Sjölin faisait de la publicité à Malmö pour ses photographies sur verre, toile cirée et papier et en février 1861, elle ouvrait un atelier sur Västergatan, dans la maison où elle habitait. Elle fit bientôt concurrence à C. M. Tillberg, l'autre photographe de la ville, et n'eut plus besoin de faire de la publicité. Elle effectuait des photos de carte de visite et des portraits, puis à partir de 1864, des photos de la ville. Elle fut la première photographe à faire des images stéréoscopiques de Malmö. Il semblerait qu'elle cessa son activité en 1870 ; selon d'autres sources, sa carrière dura plus longtemps, mais pas de manière aussi active que les 15 premières années.
Elle ne s'est jamais mariée. Elle quitta Malmö en 1884 et s'installa avec sa sœur, elle aussi non mariée, à Hörby en 1910.

## Galerie

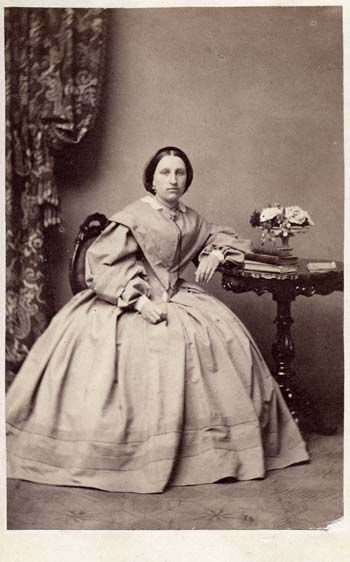

## Sources
- (sv) Österberg, Carin et al., Svenska kvinnor: föregångare, nyskapare, Lund: Signum, 1990  (ISBN 91-87896-03-6)